# Callawayasaurus
Callawayasaurus ("Callawayův ještěr") byl rod plesiosaura žijící v Kolumbii v době před 125 až 112 milióny let. První objevená lebka měřila 35 cm na délku, a celková délka zvířete byla zhruba 8 metrů. Další téměř kompletní kostra byla o něco robustnější než první, což může znamenat sexuální dimorfismus. Živil se pravděpodobně mlži a hlavonožci. Známe jen jediný druh Callawayasaurus colombiensis. Původní lebka holotypu byla nedávno navrácena muzeu v Bogotě.